# Surucuá-de-cauda-preta
Surucuá-de-cauda-preta (nome científico: Trogon melanurus) é uma espécie de ave da família dos trogonídeos. Pode ser encontrada em florestas úmidas na bacia amazônica, no noroeste da América do Sul e no Panamá. O táxon mesurus, do oeste do Equador e do extremo noroeste do Peru, era anteriormente considerado uma subespécie de surucuá-de-cauda-preta, mas atualmente é considerado uma espécie separada, o Trogon mesurus.

## Subespécies
São reconhecidas três subespécies:
- Trogon melanurus melanurus (Swainson, 1838) - ocorre do Leste da Colômbia até as Guianas, no Norte da Bolívia e no Leste do Brasil.
- Trogon melanurus eumorphus (Zimmer, 1948) - ocorre no Sul da Colômbia até o Equador, Peru, Bolívia e Amazônia brasileira; T. m. occidentalis (Pinto, 1950) é um sinônimo júnior dessa subespécie.
- Trogon melanurus macroura (Gould, 1838) - ocorre do Leste do Panamá, na zona do Canal do Panamá até o Norte da Colômbia.